# Майя та її мами
«Майя та її мами» — дитяча книжка-картинка про (серед інших) лесбійську родину, видана навесні 2017 року видавництвом «Видавництво». Її створила письменниця та правозахисниця Лариса Денисенко в співпраці з ілюстраторкою Марією Фоєю.
Книжка розбурхала суспільну дискусію. Негативно сприйнята частиною громадян, які зірвали презентацію книги у Львові погрозами авторкам та видавництву, вона, з іншого боку, отримала хороші відгуки в літературних і правозахисних колах і, зрештою, здобула популярність. Протягом лише 2017 року надруковано три наклади книжки.

## Зміст
Розрахована на молодших школярів книжка-картинка містить короткі сімейні історії Майї та її однокласників. Хтось із них живе з вітчимом або соло-мамою, іншого виховує бабуся, а батьків-заробітчан дитина бачить лише завдяки Skype, хтось вирвався зі стін інтернату, хтось народився завдяки штучному заплідненню, хлопчик із ромської сім'ї, дівчинка з Луганська… Попри унікальні життєві ситуації дітям легко порозумітися, безпосередньо приймаючи одне одного такими, як вони є. 
Авторка претендувала не стільки змалювати складність і розмаїття сучасних варіантів сімейного устрою, а показати можливість легкого та не зашореного сприйняття людиною іншого. Такого сприйняття, яке властиве дітям у книжці, якого заслуговує кожна людина. Лариса Денисенко прокоментувала свій твір так:
|                                                                                                 | Власне, ця книга про те, що головне, щоб дитина жила в любові і почувалася захищеною безвідносно того, який склад її родини і скільки в неї батьків. |
| — Письменниця та правозахисниця Л. Денисенко, розповідь про створення книжки на сайті barabooka | |

## Історія створення та поширення
Свою першу книгу команда «Видавництва» випустила лише за рік до «Майї…», нею став переклад повісті «Бути мною» шведської письменниці Анни Хьоґлунд. Випустивши слідом іще три книжки, присвячені підлітковій та водночас ґендерній тематиці, видавництво позиціонує себе як таке, що фокусується на соціальних питаннях, на таких питаннях, які не часто взагалі згадуються, зокрема, у дитячій літературі. За словами співзасновниці «Видавництва» Лілії Омельяненко, з ідеєю створення книжки до них звернулася журналістка та правозахисниця Ліза Кузьменко, текст написала Лариса Денисенко, для ілюстрування запросили Марію Фою, створення книги та друк першого накладу підтримав Фонд імені Гайнріха Бьолля. Другий та третій наклади були надруковані того ж 2017 року.
Вперше презентована 17 березня в Києві в Українському кризовому медіа-центрі, а згодом на столичному ярмарку Книжковий Арсенал.

## Зрив презентації
В вересні 2017, після появи в програмі Львівського книжкового форуму презентації «Майї та її мам» видавцям та авторкам книги, а також учасницям та учасникам презентації стали погрожувати розправою. Згодом група праворадикальних організацій написала попередження адміністрації Форуму, місцевим правоохоронним органам і владі. Внаслідок цих погроз було скасовано презентацію книжки в дитячій бібліотеці. Натомість, її представили під час інших подій форуму: презентації «Жінки в темі» та дискусії «Чи готова школа говорити з дітьми на складні теми?». В дискусії взяла участь радниця міністра освіти і науки з питань політики гендерної рівності та недискримінації в освіті Олена Малахова, що відзначила користь нової книжки та попит на подібні видання. Ці події широко висвітлювали українські та іншомовні ЗМІ.

## Відгуки
Загалом книжка зібрала хороші критичні відгуки. Крім власне тексту й зображень, відзначалась традиційно висока якість верстки, поліграфії та дизайну.
Під час дискусії на Форумі видавців у Львові радниця міністра освіти і науки з питань політики гендерної рівності та недискримінації в освіті Олена Малахова зазначила, що подібні книжки «допомагають і дітям, і дорослим», і що серед педагогів є запит щодо того, як говорити з дітьми на подібні теми.
Валерія Лутковська (яка, попри завершення каденції, продовжувала виконувати обов'язки Уповноваженої з прав людини), реагуючи на погрози авторкам і видавцям, схарактеризувала твір як такий, що підіймає важливі питання етнічного різноманіття, соціального походження, гомосексуальної орієнтації, рівності людей. Далі у своїй заяві вона зазначила:
|                                        | Книга має на меті виховання толерантного ставлення дітей до представників різноманітних соціальних груп та поваги до прав людини. |
| — Заява на офіційному сайті Омбудсмена | |

Дитяча письменниця Оксана Лущевська написала розгорнуту і загалом позитивну рецензію. Зокрема, вона зазначила:
|                    | Книжка «Майя та її мами» безсумнівно зацікавіть читачів і в Україні, і за кордоном… Книжки, які ставлять подібні акценти, у багатьох країнах вшановують винагородами, перекладають і поширюють, зокрема в бібліотеках та закладах освіти. Чи чекає це на книжку «Майя та її мами»? Допускаю, що так. Принаймні, її безсумнівно помітять і відзначать. Та основне, треба не забувати про її вагомість для українських малих і дорослих читачів. |
| — Оксана Лущевська | |

.